# 화조 (1978년 영화)
"화조"(火鳥)는 한국에서 제작된 김수용 감독의 1978년 영화이다. 윤정희 등이 주연으로 출연하였고 정진우 등이 제작에 참여하였다.

## 출연

### 주연
- 윤정희
- 신영균

### 조연
- 홍성만
- 이경희

## 기타
- 원작자: 차범석
- 조명: 이민부
- 미술: 이봉선